# 枚举几何
枚举几何是代数几何的一个分支，主要用相交理论计算几何问题的解的数量。

## 历史

阿波罗尼奥斯圆

阿波罗尼奥斯问题是枚举几何最早的例子之一。这个问题要求找出与3个给定圆、点或与线相切的圆的数量和构造。一般来说，3个给定圆的问题有8个解，可以看做是23个解，每个相切条件都对圆的空间施加了二次条件。然而，对于给定圆的特殊排列，解的数目也可能是0（无解）到6之间的任意整数；没有任何一种排列有7个解。

## 核心工具
从初级到高级的工具包括：
- 余维数
- 贝祖定理
- 舒伯特积分，以及上同调中的示性类
- 交点计数与上同调的联系源于庞加莱对偶性
- 曲线、映射等几何对象的模空间的研究，有时通过量子上同调进行。量子上同调、格罗莫夫-威滕不变量和镜像对称的研究在克莱门斯猜想中取得了重大进展。

枚举几何与相交理论关系密切。

## 舒伯特积分
19世纪末，枚举几何在赫尔曼·舒伯特手中得到了惊人的发展，他为此引入了舒伯特积分，其在更广泛的领域具有基本的几何与拓扑学价值。直到1960、70年代，枚举几何的特殊需求才得到进一步关注（如Steven Kleiman指出的）。相交数已有严格定义（安德烈·韦伊作为其基础课程1942–6,的一部分提出），但这并没有穷尽枚举问题的基本领域。

## 修正因子与希尔伯特第15问题
正如下面的例子所示，天真地应用维数计数与贝祖定理会产生错误结果。为解决这些问题，代数几何学家引入了模糊的“修正因子”，几十年后才有严格证明。
例如，计与射影平面中5条给定直线相切的圆锥曲线之数。它们构成维数为5的射影空间，其6个系数作为齐次坐标。若5个点处于一般的线性位置（穿过给定点会带来线性条件），就可以确定一条圆锥曲线。同样，与给定直线L相切（即相交，倍数为2）是个二次条件，于是{\displaystyle P^{5}}中确定了二次曲面。但由所有此类二次曲面构成的除子线性系统并非没有基轨；事实上，每个此种二次曲面都包含委罗内塞面，参数化了圆锥曲线
{\displaystyle (aX+bY+cZ)^{2}=0}
称作“双线”。这是因为，双线与平面的每条直线都相交（因为射影平面中的直线都相交），由于是二次所以倍数为2，从而满足与直线相切的非退化圆锥相同的交点条件。
据一般贝祖定理，5维空间中的5个一般二次曲面将有{\displaystyle 32=2^{5}}个交点，其中的相关二次曲面不在一般位置上。必须要从32中减去31，将其归入委罗内塞面，才能得到（几何角度的）正确答案：1。这种将交点归为“退化”情形的过程是典型的几何“修正因子”。
希尔伯特第十五问题便是要克服这些干涉的明显的任意性：这方面超出了舒伯特积分本身的基础问题。

## 克莱门斯猜想
1984年，赫伯特·克莱门斯研究了5次3维流形{\displaystyle X\subset P^{4}}上的有理曲线计数，提出以下猜想：
正整数{\displaystyle d}，则在一般5次3维流形{\displaystyle X\subset P^{4}}上只有有限多条度为{\displaystyle d}的有理曲线。
此猜想{\displaystyle d\leq 9}的情形已有证明。
1991年，论文从弦论角度讨论了{\displaystyle P^{4}}中5次3维流形的镜像对称，给出了在所有{\displaystyle d>0}下{\displaystyle X}上度为{\displaystyle d}的有理曲线的数量。这之前代数几何学家只能计算{\displaystyle d\leq 5}的情况。

## 例子
代数几何中，历史上重要的枚举几何例子包括：
- 2  空间中4条一般直线相交的直线数
- 8   与3个一般圆相切的圆数（阿波罗尼奥斯问题）
- 27   光滑三次曲面上的直线数（乔治·萨蒙、阿瑟·凯莱）
- 2875  一般5次3维流形上的直线数
- 3264  与一般位置的5条平面圆锥相切的圆锥曲线数 (米歇尔·沙勒）
- 609250   一般5次3维流形上的圆锥曲线数
- 4407296 与8个一般二次曲面相切的圆锥曲线数Fulton (1984，p. 193)
- 666841088  3维空间中与9个一般位置的给定二次曲面相切的二次曲面数(Schubert 1879，p.106) (Fulton 1984，p. 193)
- 5819539783680 3维空间中与12个一般位置的给定二次曲面相切的扭曲三次曲面数(Schubert 1879，p.184) （S. Kleiman, S. A. Strømme & S. Xambó 1987）